# Statanus
Statanus est un dieu romain qui présidait aux premiers pas de l'enfance.
Il peut être appelé Statulinus et Statilinus.

## DansLa Cité de Dieu
Statilinus est mentionné par Augustin d'Hippone (saint Augustin), De civitate Dei (La Cité de Dieu), 4, 21. Dans ce passage, il souhaite clairement ridiculiser le paganisme.
- « Quid necesse erat Opi deae commendare nascentes, deo Vaticano uagientes, deae Cuninae iacentes, deae Ruminae sugentes, deo Statilino stantes, deae Adeonae adeuntes, Abeonae abeuntes; deae Menti, ut bonam haberent mentem, deo Volumno et deae Volumnae, ut bona uellent; diis nuptialibus, ut bene coniugarentur, diis agrestibus, ut fructus uberrimos caperent, et maxime ipsi diuae Fructeseae; Marti et Bellonae, ut bene belligerarent, deae Victoriae, ut uincerent; deo Honori, ut honorarentur, deae Pecuniae, ut pecuniosi essent, deo Aesculano et filio eius Argentino, ut haberent aeream argenteamque pecuniam ? »[5].
- « Était-il besoin de recommander à la déesse Opis l’enfant qui naît, au dieu Vaticanus l’enfant qui vagit, à la déesse Cunina l’enfant au berceau, à la déesse Rumina l’enfant qui tète, au dieu Statilinus les gens qui sont debout, à la déesse Adéona ceux qui nous abordent, à la déesse Abéona ceux qui s’en vont ? Pourquoi fallait-il s’adresser à la déesse Mens pour être intelligent, au dieu Volumnus et à la déesse Volumna pour posséder le bon vouloir, aux dieux des noces pour se bien marier, aux dieux des champs et surtout à la déesse Fructesea pour avoir une bonne récolte, à Mars et à Bellone pour réussir à la guerre, à la déesse Victoire pour être victorieux, au dieu Honos pour avoir des honneurs, à la déesse Pécunia pour devenir riche, enfin au dieu Asculanus et à son fils Argentinus pour avoir force cuivre et force argent ? ».

## Évocation moderne

### Zoologie
Statanus a donné son nom à un sous-genre de punaises, appartenant à la sous-famille d'insectes des Cydninae.